# Adrian Smith
Adrian Frederick Smith (născut pe 27 februarie 1957, în Londra, Anglia) este un compozitor și unul dintre cei trei chitariști ai faimoasei trupe britanice de heavy metal, Iron Maiden.

## Biografie
Prima formație a lui Adrian Smith a fost Urchin, pe care a fondat-o împreună cu prietenul său Dave Murray. Adrian era solist vocal și chitarist în formație. Dave Murray părăsește trupa pentru a se alatura Iron Maiden, iar Smith rămane în Urchin până în 1980, când se alatura și el Iron Maiden înainte de lansarea celui de-al doilea album, Killers. Adrian începe să scrie cântece pentru Maiden începând cu următorul album, The Number of the Beast și devine cel de-al doilea compozitor al trupei.
Combinația celor două chitare solo ale lui Adrian Smith și Dave Murray ajută la formarea sunetului trademark Iron Maiden.
Adrian Smith își lanseaza un album solo în 1989 cu formatia ASAP (Adrian Smith And Project) după care părăsește Iron Maiden, nefiind mulțumit cu noua direcție în care basistul Steve Harris voia sa ducă muzica trupei.
Mai târziu, Adrian își formează o trupă de rock progresiv numită Psycho Motel cu care lanseaza două albume, în 1996 și 1997. Adrian Smith cânta și pe doua albume solo Bruce Dickinson.
În 1999 Adrian revine în Iron Maiden împreuna cu Bruce Dickinson, iar influența sa către progresiv este evidentă pe urmatoarele albume Maiden (care are de la revenirea sa și până în acest moment trei chitariști solo).
Adrian are o soție numită Natalie și trei copii: un fiu Dylan (născut în 1989) și două fiice gemene Natasha și Britney (născute în 1991).

## Discografie

### Iron Maiden
- Killers (1981)
- The Number of the Beast (1982)
- Piece of Mind (1983)
- Powerslave (1984)
- Live After Death (Live, 1985)
- Somewhere in Time (1986)
- Seventh Son of a Seventh Son (1988)
- Brave New World (2000)
- Rock in Rio (Live, 2002)
- Dance of Death (2003)
- Death on the Road (Live, 2005)
- A Matter of Life and Death (2006)

### ASAP
- Silver and Gold (1989)

### Psycho Motel
- State of Mind (1996)
- Welcome to the World (1997)

### Bruce Dickinson
- Accident of Birth (1997)
- The Chemical Wedding (1998)
- Scream for Me Brazil (1999)